# Aspilia silphioides
Aspilia silphioides là một loài thực vật có hoa trong họ Cúc. Loài này được (Hook. & Arn.) Benth. & Hook.f. mô tả khoa học đầu tiên năm 1873.